# شمعونی

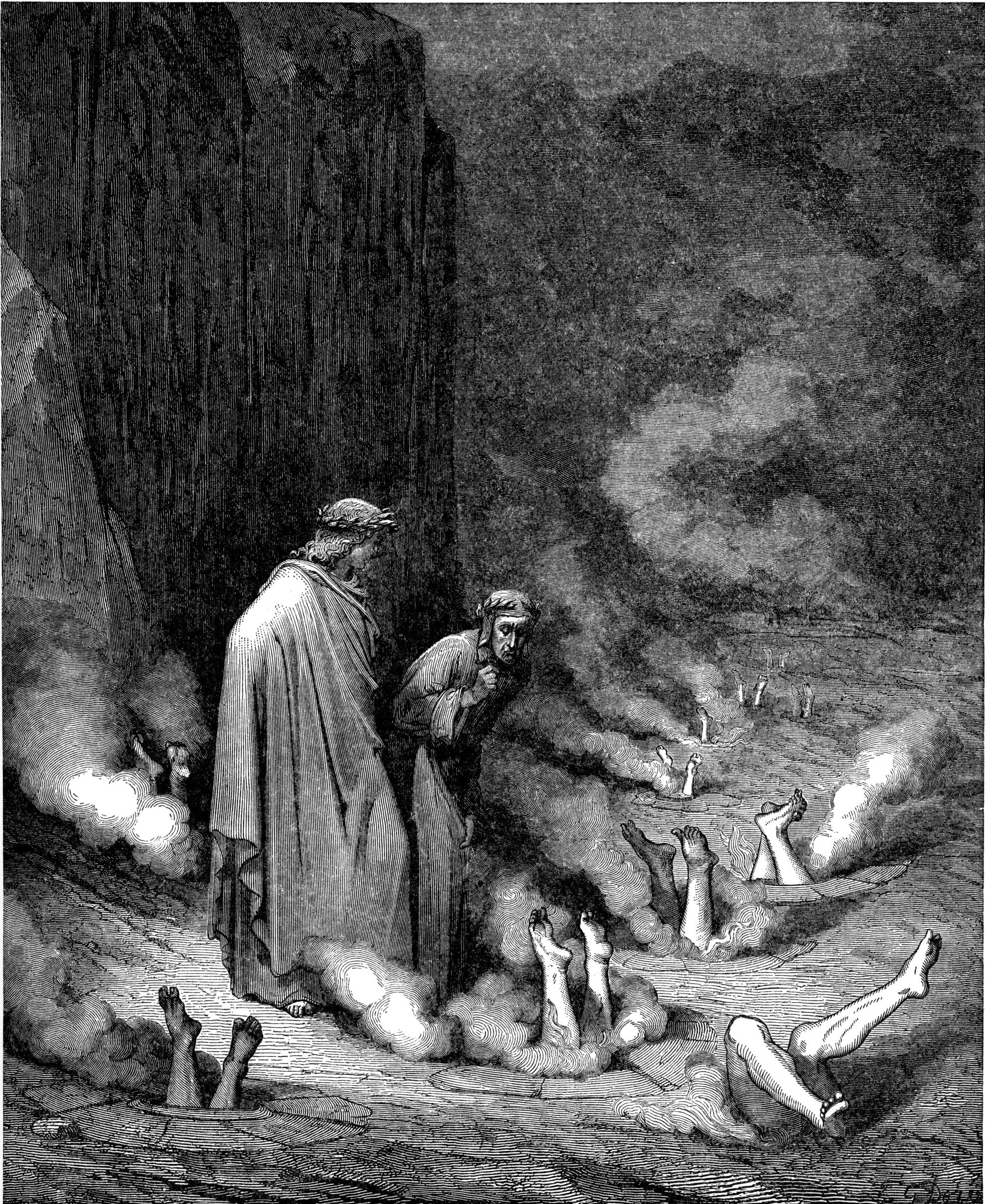
دانته با پاپ نیکلاس سوم که به خاطر گناه شمعونی خود به دوزخ محکوم شده بود صحبت می‌کند.
حکاکی روی چوب اثرگوستاو دوره سال ۱۸۶۱ (پرتره سومین بولژیا از دایره هشتم جهنم)

شمعونی (‎/ˈsɪməni/‎) عمل فروش رتبه‌ها و مزایای کلیسایی است. این نام از شمعون مجوسی گرفته شده‌است، که در اعمال رسولان بدین صورت توصیف شده‌است که به دو تن از حواریون عیسی که قدرت شفا دادن مردم را داشتند پشنهاد پول می‌دهد تا آنها از قدرت خود به او نیز داده تا بتواند قدرت روح‌القدس را به هر کسی که دست‌هایش را بر او بگذارد، منتقل کند. این اصطلاح به سایر اشکال فروش در ازای پول در «مسائل معنوی» تسری یافته‌است.  

## اصل و نسب
خرید یا فروش مقام و منصب در کلیسا از قرن پنجم محکوم شد، اما بعدها و در قرن ششم بود که با شخصیت شمعون مجوس در کتاب اعمال رسولان مرتبط شد. کلید ایجاد این ارتباط پاپ گرگوری یکم بود که چنین مبادلاتی را «بدعت شمعونی» نامید.

## شمعونی در قرون وسطی
اگرچه تصور می‌شود که شمعونی به عنوان یک جرم جدی علیه قانون کلیسایی کلیسای کاتولیک در نظر گرفته می‌شود، اما تصور می‌شود که در طول قرن‌های ۹ و ۱۰ در کلیسای کاتولیک رایج شده‌است. در قرن یازدهم، در مورد این مسئله بحث‌های زیادی انجام شد. موضوع اصلی این بحث اعتبار احکام شمعونی بود: یعنی اینکه آیا روحانی که از طریق شمعونی منصب خود را به دست آورده بود، به‌طور معتبر منصوب می‌شد یا خیر.
در احکام گرگوری نهم بدین صورت به این موضوع پرداخته شده که چه مرتکب معامله شمعونی یا ذینفع از یک معامله شمعونی، در صورتی که یک کشیش سکولار باشد، ممکن است از مزایای شغلی خود محروم شود، یا اگر یک کشیش معمولی باشد، در صومعه ای سختگیرتر محبوس شود. به نظر می‌رسد قانون هیچ تمایزی بین فروش با سود فوری و فروش با سود مدت دار قائل نشده باشد.

با این حال در سال ۱۴۹۴، یکی از اعضای فرقه کارملیت، آدام از جنوا، پس از موعظه علیه عمل شمعونی، با بیست زخم در رختخواب خود به قتل رسید. 

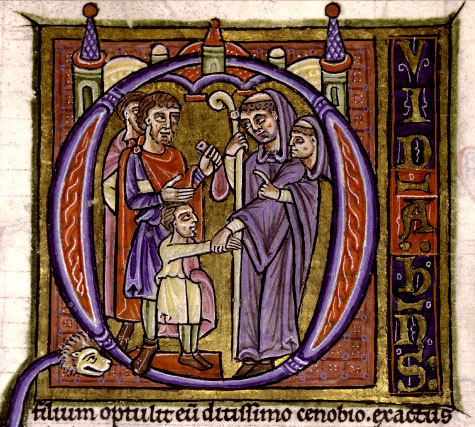
ابوت در حال انجام شمعونی (فرانسه، قرن دوازدهم)
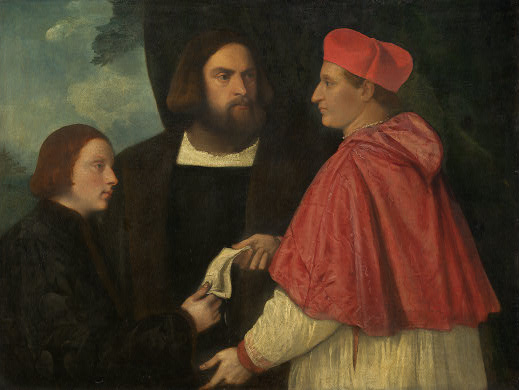
جیرولامو و کاردینال مارکو کرنر در حال معامله مارکو، راهب اصلی کارارا، به همراه خیر او، تیتین، ح. ۱۵۲۰

## یادداشت
- Thomas Aquinas. "Summa Theologica: Simony (Secunda Secundae Partis, Q. 100)". New Advent. Retrieved 21 June 2020.
- Thomas Aquinas. "Summa Theologica: Simony (Secunda Secundae Partis, Q. 100)". New Advent. Retrieved 21 June 2020.
- Macdonell, George Paul (1885). "Ayliffe, John" .  In Leslie Stephen (ed.). Dictionary of National Biography. Vol. 2. London: Smith, Elder & Co. pp. 279–281.
- "Simony" . Catholic Encyclopedia. Vol. 14. 1912.
- Thomas Aquinas. "Summa Theologica: Simony (Secunda Secundae Partis, Q. 100)". New Advent. Retrieved 21 June 2020.